# Jane Eyre (film 1915)
Jane Eyre è un cortometraggio del 1915 diretto da Travers Vale.

## Trama
Dopo un'infanzia dura, l'orfana Jane Eyre viene assunta da Edward Rochester, il minaccioso signore di una misteriosa casa padronale, per prendersi cura della sua giovane figlia.

## Distribuzione
Il film venne distribuito nelle sale americane dalla General Film Company il 4 agosto 1915.